# Héroes de Chapultepec (Chiapas)
Héroes de Chapultepec es una localidad del estado mexicano de Chiapas. Es parte del municipio de Tzimol.

## Toponimia
El nombre la localidad hace referencia a los Niños Héroes, un grupo de cadetes mexicanos que combatieron en la Batalla de Chapultepec.

## Demografía
| Gráfica de evolución demográfica |
|                                  |

| Censo | Población |
| ----- | --------- |
| 1950  | 137       |
| 1960  | 291       |
| 1970  | 549       |
| 1980  | 693       |
| 1990  | 810       |
| 2000  | 1 011     |
| 2010  | 1 015     |
| 2020  | 1 154     |